# Surrey (Jamaica)

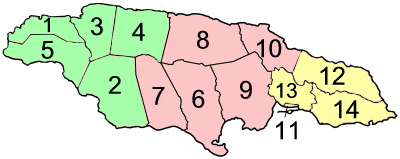
Condado de Surrey em amarelo

Surrey é um dos três condados históricos da Jamaica. Está localizado no leste do país. O condado inclui a cidade de Kingston, a capital da Jamaica. 
O condado de Surrey está subdividido nas seguintes paróquias:
| Nº                                                               | Paróquia         | Área (km²) | População (censo 2001) | Capital       |
| ---------------------------------------------------------------- | ---------------- | ---------- | ---------------------- | ------------- |
| Condado de Surrey                                                |                  |            |                        |               |
| 11                                                               | Kingston(1)      | 21,8       | 96.052                 | Kingston      |
| 12                                                               | Portland         | 814,0      | 80.205                 | Port Antonio  |
| 13                                                               | Saint Andrew     | 430,7      | 555.828                | Half Way Tree |
| 14                                                               | Saint Thomas     | 742,8      | 91.604                 | Morant Bay    |
|                                                                  | Total do Condado | 2.009,3    | 823.689                |               |
|                                                                  | Total da Jamaica | 10.990,5   | 2.607.631              |               |
| (1) A paróquia de Kingston não inclui toda a cidade de Kingston. |                  |            |                        |               |